# Blue Noah
Blue Noah (宇宙空母ブルーノア?, Uchū kūbo Burū Noa, Portaerei spaziale Blue Noah) è una serie televisiva anime prodotta dalla Office Academy e Toei Animation nel 1979, e trasmessa in Italia nel 1980.

## Trama
La storia è ambientata nella seconda metà del XXI secolo. L'umanità, finalmente prospera e pacificata sotto la guida di un unico governo mondiale, ha iniziato a colonizzare il sistema solare. Ad un tratto tutto però viene sconvolto. Nell'anno 2052 la Terra è invasa dagli alieni del pianeta Gotham, giunti nel sistema solare a bordo di un enorme satellite che accoglie 200 milioni di persone. Grazie ad uno speciale dispositivo, il satellite artificiale inizia a orbitare attorno alla Terra, sbilanciandone l'asse di rotazione e provocando numerose catastrofi naturali, mentre gli alieni aggravano ulteriormente la situazione con i loro attacchi, iniziando a stabilire le loro basi sul pianeta. Durante un'incursione aliena, Makoto Kusaka, il protagonista, perde il padre, l'esimio scienziato Kenshiro Kusaka,  che però prima di morire gli consegna uno strano ciondolo e un nome da tenere a mente: Blue Noah. Makoto riesce ad allontanarsi a bordo di una nave insieme ad alcuni compagni di università e a una ragazza, Kei, in cerca di un'isola indicatagli dal padre in punto di morte. Giunti a destinazione, uno dei giovani tuffatosi in mare viene risucchiato da un gorgo, seguito ben presto dagli altri. I ragazzi si ritrovano così di fronte a una grande porta blindata in una grotta. Makoto, grazie al ciondolo lasciatogli dal padre, riesce ad aprirla e, proseguendo, scopre di essere entrato in quel che appare come un enorme sottomarino. Azionando un comando vocale il mezzo emerge dalle acque dell'isola rivelandosi per quello che invece è in realtà: la portaerei Blue Noah. Caso vuole che ad assistere alla fortuita emersione della Blue Noah, a bordo del sommergibile Sheila, vi sia proprio il capitano Domon, assegnato alla portaerei. Grazie al pilota automatico, lo Sheila si aggancia alla chiglia della Blue Noah e il capitano Domon scopre il gruppo di ragazzi, fra i quali riconosce sua figlia Kei. Questi chiedono e ottengono di entrare a far parte dell'equipaggio della nave e vengono assegnati allo Sheila, un'unità semi-indipendente, agli ordini del comandante Shimizu. Inizia così il viaggio della Blue Noah verso le Bermuda, dove dovrà essere equipaggiata con un motore antigravitazionale che la trasformerà in una vera e propria nave spaziale. Durante il viaggio la Blue Noah distrugge diverse basi e installazioni gothamiane per la produzione di acqua pesante, ma è costretta a riparare al Polo Nord per i danni subiti, mentre l'equipaggio perde il comandante Shimizu prima e il cuoco di bordo poi. Giunta alla meta, la Blue Noah viene quindi modificata e resa una nave spaziale. Dopo aver distrutto l'ultimo avamposto gothamiano sulla Terra, situato nel deserto del Sahara, la Blue Noah decolla quindi all'attacco del satellite artificiale di Gotham.
A causa delle sconfitte riportate, i generali di Gotham intanto avevano chiesto rinforzi al satellite orbitante, ma il comandante Zetler aveva rifiutato misteriosamente. Uno dei generali scopre quindi la verità: il satellite partito da Gotham è difettoso e tutta la popolazione civile ospitata su di esso nel frattempo è morta. Alcuni sospetti erano emersi già prima, dato che in realtà il piano iniziale era solo quello di individuare un altro pianeta abitabile per i gothamiani. Tuttavia, Zetler aveva deciso di invadere la Terra perché a conoscenza del fatale difetto del satellite e per questo aveva ordinato ai militari di mutare la biosfera terrestre producendo acqua pesante nelle basi oceaniche, alimentate col diossido di deuterio. Zetler aveva anche progettato di ripartire con il patrimonio genetico dei gothamiani, abbandonando quelli rimasti vivi al loro destino sulla Terra. Intanto la Blue Noah attacca con la sua arma ad antiprotoni e danneggia il satellite; ormai messo alle strette dai tre generali rimasti, il comandante gothamiano Zetler rifiuta di consentire l'abbandono della Terra e alla fine viene ucciso. Uno dei generali informa quindi la Blue Noah del destino che attende il satellite e parte con l'ultima nave da guerra rimasta e un equipaggio di appena 12 soldati per l'ultima battaglia contro i terrestri, nell'orbita di Marte. La Blue Noah vince ancora, distruggendo l'ultima nave gothamiana, ma il capitano Domon resta ferito durante il combattimento e muore tra le braccia della figlia Kei, dopo aver lasciato il comando a Makoto. Resta da fermare il satellite, la cui avaria rischia di farlo schiantare contro la Terra. Con una manovra disperata, gli ultimi due superstiti della spedizione gothamiana frenano la corsa del satellite, che finisce bruciato nel Sole. L'anime si chiude così, con la Blue Noah che fa ritorno su una Terra da ricostruire.

## Edizione italiana
In Italia l'anime è stato trasmesso per la prima volta in TV su Rete A nel 1980 con il titolo Blue Noah - Mare spaziale. La prima edizione home video risale al 2000, quando la Yamato Video pubblicò i 27 episodi in 3 VHS con il titolo Blue Noah, poi ripubblicati in DVD nel 2006.

### Doppiaggio
La serie è stata doppiata dallo studio Tony Fusaro & co.
| Personaggio                       | Doppiatore       |
| --------------------------------- | ---------------- |
| Makoto Kusaka                     | Tony Fusaro      |
| Kei Domon                         | Cristina Piras   |
| Comandante Eiji Domon             | Mauro Bosco      |
| Professor Kusaka                  | Mauro Bosco      |
| Shimizu - comandante dello Sheila | Tony Fusaro      |
| Cuoco                             | Tony Fusaro      |
| Computer Blue Noah                | Tony Fusaro      |
| Nishiro                           | Massimo Dapporto |
| Gen. Hulgens                      | Massimo Dapporto |
| Zetler                            | Franco Odoardi   |
| Narratore                         | Tony Fusaro      |

## Sigle
Sigla iniziale giapponese
"Space Carrier Blue Noah: Toward the Great Ocean" è cantata da Mayo Kawasaki
Sigla finale giapponese
"Night Cruise" è cantata da Hiroshi Miyagawa
Prima sigla iniziale e finale italiana
"Blue Noah" di Migliacci, Tamborrelli, Meakin incisa sul singolo La spada di King Arthur/Blue Noah è cantata dai Superobots
Seconda sigla iniziale e finale italiana (Ed. Videomusic/TMC, 1996)
"Blue Noah" di Fabrizio Berlincioni, musiche di Silvio Amato è cantata da Antonio Galbiati.

## Episodi
I primi quattro episodi furono originariamente trasmessi sotto forma di un unico film pilota da 90 minuti dal titolo La nascita dei giovani leoni (若き獅子たちの誕生?, Wakaki shishi tachino tanjō). Per esigenze commerciali furono realizzati già in origine anche i formati da 24 minuti più adatti alla programmazione televisiva.
| Nº  | Titolo italiano Giapponese 「Kanji」 - Rōmaji | In onda          | In onda |
| Nº  | Titolo italiano Giapponese 「Kanji」 - Rōmaji | Giapponese       |         |
| 1-4 | Gotham: distruggete la terra (DVD) - Gotham - Distruggete la Terra! (TV) 「大宇宙の放浪者」 - Dai-uchū no hōrōshaIl ciondolo magico 「地球の希望はこれだ!!」 - Chikyū no kibō wa kore da!!La battaglia 「大危機!ﾌﾞﾙｰﾉｱ」 - Dai kiki! Buru NoaBlue Noah: rotta a sud (DVD) - Blue Noah destinazione Sud (TV) 「反陽子砲 発射!」 - Han-yōshi-hō hassha! | 13 ottobre 1979  |         |
| 5   | S.O.S. dal Mar dei Coralli 「ブルーノア南下す！」 - Buru Noa nanka su! | 20 ottobre 1979  |         |
| 6   | Il segreto dei figli di Gotham 「サンゴ礁救出作戦」 - Sango shō kyūshutsusakusen | 3 novembre 1979  |         |
| 7   | Insidia dall'oceano 「ゴドム基地の秘密」 - Godomu kichi no himitsu | 10 novembre 1979 |         |
| 8   | Assalto alla Terra 「ゴドムの地球改造計画」 - Godomu no chikyū kaizō keikaku | 17 novembre 1979 |         |
| 9   | Adamo ed Eva nei mari del sud 「南海のアダムとイブ」 - Nankai no adamu to ibu | 24 novembre 1979 |         |
| 10  | Operazione camaleonte d'argento 「燃える南十字星」 - Moe ru minamijūjisei | 1º dicembre 1979 |         |
| 11  | Uragano dell'odio e dell'amore 「あの塔を射て！」 - Ano tō wo ite! | 8 dicembre 1979  |         |
| 12  | La trappola 「愛と怒りのハリケーン」 - Ai to ikari no hariken | 15 dicembre 1979 |         |
| 13  | Attacco a sorpresa 「決断のまわり道」 - Ketsudan no mawarimichi | 22 dicembre 1979 |         |
| 14  | L'ultima occasione 「あしたへの誓い」 - Ashita e no chikai | 29 dicembre 1979 |         |
| 15  | L'amore di Faula 「ファラ、その愛」 - Fara, sono ai | 5 gennaio 1980   |         |
| 16  | L'onda rossa 「恐怖の赤湖地獄」 - Kyōfu no aka mizūmi jigoku | 12 gennaio 1980  |         |
| 17  | La nave sosia 「痛快！ダミー作戦」 - Tsūkai! dami sakusen | 19 gennaio 1980  |         |
| 18  | La regina dell'Egeo 「バミューダからの第一報」 - Bamyuda karano daiippō | 26 gennaio 1980  |         |
| 19  | Il gorgo 「壮烈!北極突入」 - Sōretsu! hokkyoku totsunyū | 2 febbraio 1980  |         |
| 20  | Il vulcano sotto il mare 「深海の一騎打ち」 - Shinkai no ikkiuchi | 9 febbraio 1980  |         |
| 21  | La fortezza sul canale (DVD) - La fortezza del canale (TV) 「アメリカ海峡突破作戦」 - Amerika kaikyō toppa sakusen | 16 febbraio 1980 |         |
| 22  | Ore 3: operazione accerchiamento 「アマゾン奇襲作戦」 - Amazon kishū sakusen | 23 febbraio 1980 |         |
| 23  | Ce la farà lo Sheila? 「バミューダ48時間」 - Bamyuda 48 jikan | 1º marzo 1980    |         |
| 24  | L'ultimo sacrificio 「いざ、宇宙へ」 - Iza, uchū he | 8 marzo 1980     |         |
| 25  | Colpo di coda 「ゴドムの正体」 - Godomu no shōtai | 15 marzo 1980    |         |
| 26  | L'ultima battaglia 「ゴドムよ、何処へ?!」 - Godomu yo, izuko e?! | 22 marzo 1980    |         |
| 27  | Il pianeta morto 「地球よ、永遠に！」 - Chikyū yo, eien ni! | 29 marzo 1980    |         |